# نیتان جانسن
نیتان جانسن (انگلیسی: Nathan Johnson؛ زادهٔ ۱۹۷۶ میلادی) موسیقی‌دان، آهنگساز، تهیه‌کننده فیلم و کارگردان فیلم اهل ایالات متحده آمریکا است.
از فیلم‌ها یا مجموعه‌های تلویزیونی که وی در آن‌ها نقش داشته است می‌توان به دان جان، لوپر، برادران بلوم و آجر اشاره نمود.